# Palacete de José Ângelo Batista
O Palacete de José Ângelo Batista é um casarão histórico localizado na cidade do Recife, capital do estado brasileiro de Pernambuco. Atualmente, abriga uma instituição de ensino particular.

## História
O casarão de número 352 da Rua Benfica, no bairro da Madalena, foi moradia do comerciante José Ângelo Batista. No ano de 1861 há um anúncio de escravo fugido apontando esse endereço para quem soubesse de alguma informação.